# Isla de Corisco
Isla de Corisco är en ö i Ekvatorialguinea. Den ligger i den sydvästra delen av landet, 300 km söder om huvudstaden Malabo. Arean är 15,0 kvadratkilometer.
Terrängen på Isla de Corisco är mycket platt. Öns högsta punkt är 40 meter över havet. Den sträcker sig 5,3 kilometer i nord-sydlig riktning, och 4,6 kilometer i öst-västlig riktning.